# 9080 Takayanagi
9080 Takayanagi eller 1994 TP är en asteroid i huvudbältet som upptäcktes den 2 oktober 1994 av de båda japanska astronomerna Kazuro Watanabe och Kin Endate vid Kitami-observatoriet. Den är uppkallad efter Yuichi Takayanagi.
Asteroiden har en diameter på ungefär 11 kilometer.